# Јурај Шебаљ
Јурај Шебаљ је хрватски рели возач рођен 26.2.1976. године. Висок је 174 cm. Дебитовао је 1996. године, а од 2004. године са својим сувозачем Тонијем Клинцем остарио је велики број победа на разним рели такмичењима. После тога његов субвозач постаје Маја Сомбол. Возио је велики број аутомобила од којих су најпознатији Субару Импреза, Мицубиши Ево, Цитроен Ц2. 